# История Соломоновых Островов
Соломоновы Острова (англ. Solomon Islands) — государство в юго-западной части Тихого океана, в Меланезии, занимающее большую часть архипелага Соломоновы острова.

## Первые жители

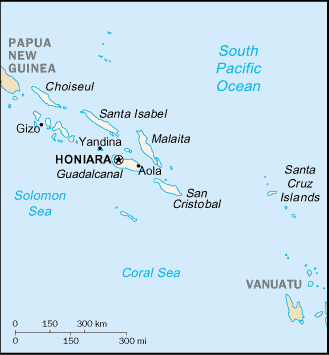
Соломоновы Острова

Первые жители прибыли на территории Соломоновых островов около 4000-3000 лет до н. э. Они говорили на папуасских и австронезийских языках. Позже, между 1200 и 800 годами до н. э. сюда прибыли жители с архипелага Бисмарка, а именно предки полинезийцев.

## Открытие
В 1568 году испанский мореплаватель Альваро Менданья де Нейра открыв эти местности назвал их в честь библейского царя Соломона. Несколько лет спустя, в 1595 году по указу короля Филиппа II на острове Санта-Крус Менданья была основана испанская колония, которая из-за конфликтов с воинственными туземцами просуществовала недолго и вскоре была покинута.
Второе открытие этих островов было совершено в 1767 году английским исследователем и мореплавателем Филиппом Картеретом.

## XIX век
В 1860-х годах здесь стали обосновываться первые белые торговцы.
В 1885 году Германия установила протекторат над северной частью Соломоновых островов — островами Бука, Бугенвиль, Шортленд, Шуазёль, Санта-Исабель и атоллом Онтонг-Джава (Лорд-Хау). А в 1893 году Великобритания установила протекторат над южной частью Соломоновых островов — островами Нью-Джорджия, Гуадалканал, Малаита и Сан-Кристобаль.
С 1893 года по 1975 год земли под названием Британские Соломоновы острова находилась в составе Британских Западно-Тихоокеанских Территорий. В 1898 году Великобритания аннексировала острова Беллона, Реннелл и острова Санта-Крус.

## XX век
С 1907 года английские предприниматели начали создавать на Британских Соломоновых островах плантации кокосовых пальм.

### Вторая мировая война
Во время Второй мировой войны часть Соломоновых островов была оккупирована Японией. С 1942 по 1945 год на островах велись сражения между японцами и странами Антигитлеровской коалиции (Великобритания, США, Австралия и Новая Зеландия), которые закончились победой коалиции.

### Независимость
28 августа 1973 года Британским Соломоновым Островам предоставлена ограниченная автономия. 22 июня 1975 года Британские Соломоновы Острова переименованы в Соломоновы Острова. В январе 1976 года Соломоновым Островам предоставлено самоуправление. А 7 июля 1978 года Острова получили независимость от Великобритании и была принята Конституция.

## XXI век
В результате межплеменной напряжённости, доходившей до вооружённых столкновений 5 июня 2000 года в стране произошёл переворот, премьер-министр Бартоломью Улуфаалу был арестован, после чего подал в отставку.
В июле 2003 года на Соломоновы Острова прибыла «Региональная миссия помощи Соломоновым Островам» (военные и полицейские силы Австралии, Новой Зеландии и нескольких стран Океании (Фиджи, Папуа-Новой Гвинеи, Тонга и др.)), всего около 2200 полицейских и военных. Они восстановили порядок и разоружили боевиков племён.
В сентябре 2019 года правительство Манассе Согаваре, получив одобрение парламента, приняло решение установить дипломатические отношения с КНР, после чего дипломатические отношения Соломоновых Островов с Тайванем были разорваны. Это решение властей Соломоновых Островов вызвало неодобрение властей США. Между тем власти острова Малаита, входящего в состав Соломоновых островов, не согласились с таким решением центральных властей. В ноябре 2021 года крупная группа протестующих прибыла с Малаиты в столицу страны Хониару, где было организована акция у здания парламента, на которой звучали призывы к отставке Согаваре. Протестующие с Малаиты обвиняли центральные власти в нежелании развивать свой регион и отказе от реализации ряда крупномасштабных проектов на его территории. 24 ноября 2021 года протестующие попытались взять штурмом здание парламента и подожгли его, а после вмешательства органов правопорядка начали грабить и поджигать магазины, школы и полицейские участки. Правительству Соломоновых Островов предоставили помощь власти Австралии, направив 23 своих полицейских и 50 военных.  Также решение о военной помощи Соломоновым Островам приняло правительство Папуа — Новой Гвинеи, пообещав прислать около 30 миротворцев. Фиджи также направила на Соломоновы острова 50 военнослужащих.